# Село Раковица
Раковица село је приградско насеље у Београду које припада општини Вождовац. У насељу постоји истурено одељење ОШ "Јајинци", Музеј опанчарства, Институт за водопривреду "Јарослав Черни", храм Свете Огњене Марије (у изградњи). Кроз насеље протичу Раковички (по коме је насеље и добило име) и Милошев поток.

## Локација
Раковица село се налази у централном делу општине и удаљено је око 10 километара југоисточно од центра Београда. Данас је то континуирано насеље, уклопљено у остатак града, а граничи се са насељем Сунчани брег и Јајинци на северу, Ресником (Авала град) на западу, Пиносавом на југу и Белим Потоком и Кумодражом на истоку.

## Историја
Село Раковица је једно од два истоимена насеља, настало дуж тока реке Раковице (данас Раковички поток), тада бистре реке пуне ракова и раковица по којој носи име. Река и насеље наводе се у турским списима из 16. века. Главни разлог да два насеља удаљена свега неколико километара једно од другог добију исто име је манастир Раковица. Наиме, манастир је такође име добио по реци, али се првобитно налазио у оквиру Раковица села. Према писаним изворима подигнут је у другој половини 14. века, у време владавине кнеза Лазара. Након турског спаљивања, монаси су манастир Раковицу крајем 16. века преселили на садашње место, које је тада било скривено густом шумом.
Село Раковица је добило званични префикс "село", како би се разликовало од много већег, предграђа Раковице, које је настало крајем 19. века, а од кога се касније развила данашња општина Раковица. Раковица село је јула 1955. заједно са Јајинцима, Пиносавом, Белим Потоком и Кумодражом припојено вождовачкој општини.
Према недавним арехолошким истраживањима на локалитету Стари манастир у Раковица селу (лоциран око 300 м југоисточно од парка у Јајинцима, непосредно поред старог пута Раковица — Кумодраж) пронађени су остаци праисторијског слоја из периода на прелазу између неолита у енеолит, око 3.000 године пре н.е.

## Саобраћај
Најзначајније улице су Булевар ЈНА и Кружни пут Раковица, а кроз насеље пролазе обилазница око Београда и железничка теретна обилазница. Раковица је добро повезана градским превозом са остатком града, па тако кроз насеље пролази неколико градских дневних линија ГСП-а и једна ноћна:
- 401 (Пиносава — Славија)
- 402 (Бели Поток — Славија)
- 403 (Зуце — Вождовац)
- 405 (Рипањ — Вождовац)
- 406 (Институт "Јарослав Черни" — Вождовац)
- 406L (Бели Поток /Игралиште/ — Вождовац)
- 407 (Бела Река — Вождовац)
- 408 (Раља — Вождовац)
- 503 (Ресник — Вождовац)
- 401N (Пиносава — Дорћол)

## Спорт и рекреација
Делови јајиначке и торлаче шуме припадају Раковици и представљају место за одмор и рекреацију грађана. Стадиони фудбалских клубова Авала и Напредак се такође налазе у насељу, као и тениски терени "Green set".

## Демографија
Према попису из 2002. у насељу је живело 2.661 становника.